# غلاديس بليك
غلاديس بليك (بالإنجليزية: Gladys Blake) هي ممثلة أمريكية، ولدت في 12 يناير 1910 في لوراي في الولايات المتحدة، وتوفيت في 21 مايو 1983 في ساكرامنتو في الولايات المتحدة بسبب مرض.

## وصلات خارجية
- غلاديس بليك على موقع IMDb (الإنجليزية)
- غلاديس بليك على موقع ألو سيني (الفرنسية)
- غلاديس بليك على موقع تيرنر كلاسيك موفيز (الإنجليزية)
- غلاديس بليك على موقع أول موفي (الإنجليزية)
- غلاديس بليك على موقع قاعدة بيانات الأفلام السويدية (السويدية)
- غلاديس بليك على موقع قاعدة بيانات الفيلم (الإنجليزية)
- غلاديس بليك على موقع كينوبويسك (الروسية)